# Гутелюк Іван Дмитрович
Іван Дмитрович Гутелюк (нар. 1914, село Лазещина, тепер Рахівського району Закарпатської області — ?) — український радянський діяч, новатор виробництва, електропильщик Ясінянського лісокомбінату Рахівського району Закарпатської області. Депутат Верховної Ради УРСР 5-го скликання.

## Біографія
Народився в бідній селянській родині лісоруба. Навчався в сільській школі. Працював у сільському господарстві.
З 1944 по 1945 рік — свободник, командир відділення 5-го стрілецького батальйону 3-ї Чехословацької окремої бригади 1-го Чехословацького армійського корпусу в складі Радянської армії, учасник німецько-радянської війни. У 1945 році зазнав важкого поранення у боях, втратив око.
Після демобілізації працював продавцем сільської кооперації Рахівського району Закарпатської області.
З 1948 року — помічник тракториста Лазищинського лісопункту Ясінянського лісокомбінату; електропильщик, бригадир електропильщиків бригади комуністичної праці Зімірського лісопункту Ясінянського лісокомбінату «Радянські Карпати» села Лазещина Рахівського району Закарпатської області.
Член КПРС.

## Нагороди
- орден Леніна
- орден Жовтневої Революції
- медаль «За бойові заслуги» (10.08.1945)
- медалі
- заслужений наставник молоді Української РСР